# Toni Eisgruber
Anton „Toni” Eisgruber (ur. 1 listopada 1912 w Garmisch, zm. 3 lipca 1994 w Ohlstadt) – niemiecki skoczek narciarski i kombinator norweski, olimpijczyk, uczestnik mistrzostw świata.

## Kariera
Eisgruber w 1933 roku wystartował w konkursie skoków na mistrzostwach świata w skokach narciarskich w Innsbrucku, zajmując odległą 70. pozycję. Rok później swoich sił próbował na kolejnym światowym czempionacie, który odbywał się w Sollefteå w Szwecji, tam udało mu się zająć miejsce 52.
Wystartował na Zimowych Igrzyskach Olimpijskich w 1936 roku w Garmisch-Partenkirchen w kombinacji norweskiej. Zajął wysokie, drugie miejsce w konkursie skoków, ale 37. czas biegu pozwoliło mu zająć dopiero 23. lokatę w klasyfikacji łącznej.
Po II wojnie światowej Eisgruber skupił się już tylko i wyłącznie na skakaniu na nartach. Brał udział tylko w krajowych zawodach, ponieważ Niemcy nie mieli wówczas wstępu na międzynarodowe konkursy. Jedynym i ostatnim, w którym wystąpił był pierwszy konkurs 1. Turnieju Czterech Skoczni, który odbył się 1 stycznia 1953 w Garmisch-Partenkirchen. Eisgruber zajął w nim 19. miejsce.